# Русоциці (Малопольське воєводство)
Русоциці (пол. Rusocice) — село в Польщі, у гміні Черніхув Краківського повіту Малопольського воєводства.
Населення — 1170 осіб (2011).
У 1975-1998 роках село належало до Краківського воєводства.

## Демографія
Демографічна структура станом на 31 березня 2011 року:
|          | Загалом | Допрацездатний вік | Працездатний вік | Постпрацездатний вік |
| -------- | ------- | ------------------ | ---------------- | -------------------- |
| Чоловіки | 578     | 119                | 390              | 69                   |
| Жінки    | 592     | 105                | 358              | 129                  |
| Разом    | 1170    | 224                | 748              | 198                  |